# Campiglossa absinthii
Campiglossa absinthii este o specie de muște din genul Campiglossa, familia Tephritidae. A fost descrisă pentru prima dată de Fabricius în anul 1805. Conform Catalogue of Life specia Campiglossa absinthii nu are subspecii cunoscute.

## Galerie

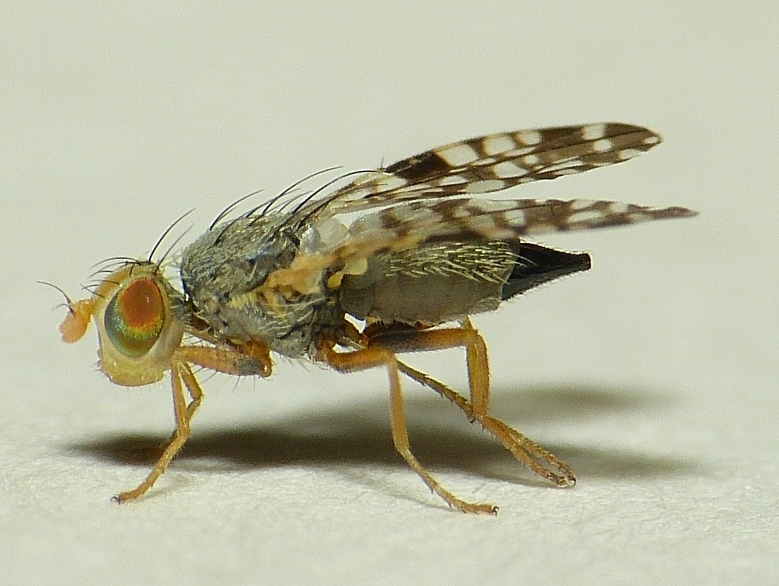